# عكوب أرجواني
عكوب أرجواني (الاسم العلمي:Gundelia purpurascens) هي نوع نباتي يتبع جنس العكوب من الفصيلة النجمية.